# Населённые места Покровского уезда Владимирской губернии
По данным издания Списки населенных мест Российской Империи, 1863 год.
| # А Б В Г Д Е Ё Ж З И К Л М Н О П Р С Т У Ф Х Ц Ч Ш Щ Э Ю Я |

## А
- Акасниково
- Аксёново
- Акулово
- Александровка
- Александровка новая
- Алексеевка
- Алексино
- Аленино
- Алёшки
- Андреевка
- Андреевский
- Андреевское
- Анискино
- Анкудиново
- Аннино новое — центр Аннинской волости Покровского уезда.
- Аннино старое — деревня в Аннинской волости.
- Антушево
- Анцыфорово
- Аргуново — в настоящее время не существует
- Арефино
- Артемьево
- Архангельская
- Архангельский
- Афанасово

## Б
- Барановка
- Бараши
- Бардово
- Бармино
- Барская
- Белавки
- Бельцы
- Бережки
- Брызгуново
- Богдарня
- Будьково
- Бухалово — Овчининская волость
- Бынино

## В
- Вареево
- Васенино
- Васильки
- Ваулово
- Ваульцево
- Введенская Островская Пустынь
- Веледьевка
- Ветчи
- Вишенки
- Власово
- Власовский фарфоровый завод
- Власовское
- Власьево
- Войнова Гора
- Войновогорский
- Войновский
- Волково
- Володино
- Волокобино
- Волокобинский
- Волосово
- Вороново
- Воронцово
- Воскресенское
- Воспушка
- Выползово
- Высоково
- Вялово

## Г
- Гармониха
- Глубоково
- Гнездино
- Гнусово
- Головино
- Гора
- Гора что за Речкой
- Горбатовка
- Горки
- Горки большие
- Горки малыя
- Горки что у озера
- Городец
- Городищевский
- Городищи
- Городок
- Горушка
- Гостец
- Грибаново
- Грибово
- Григорово
- Гриденка
- Губинская

## Д
- Давыдково
- Данутино
- Данутинский
- Дворики что у Вольги
- Дворищи
- Деево
- Демидово
- Демнево
- Денисова Сторона
- Денисово
- Дмитриевский
- Дмитровка
- Дмитрово
- Добрынское
- Домашнево
- Дохлово
- Дубки
- Дубна большая
- Дубна малая
- Дубровка
- Дубровский
- Дулёвский фарфоровый завод
- Дьяконово
- Дюковка

## Е
- Евдокимцево
- Елисейково
- Ельцы
- Ельцыно
- Емельяново
- Емельянцево
- Ермолино
- Ескино
- Ефаново
- Ефимьево
- Ефимьево новое
- Ефремово

## Ж
- Жары
- Желдыбино
- Желтухино
- Желудьево
- Жердево
- Жердеево
- Жехово
- Житенино
- Журавлиха

## З
- Заболотский
- Заболотье
- Завалино
- Заднее
- Запажье
- Заречье
- Захаровка
- Захарово
- Зиновково
- Зиновьево
- Знаменское — Овчининская волость
- Зубцово
- Зуево

## И
- Ивановское
- Ивановское-Прозоровское
- Иваньково
- Ивачи
- Ивоново
- Игнатово
- Илейкино
- Ильинки
- Ильинское
- Илькодино
- Ирошниково
- Исаково

## К
- Кабаново
- Калинино
- Каменка
- Карповщина
- Кашино
- Киберево
- Кикино
- Килекшино
- Кипрево
- Киржаческий
- Киржач
- Киряевка
- Климково
- Князья
- Кобяки
- Козлятьево
- Кокушкино
- Колобродово
- Коленово (Коляново)
- Кононцево
- Контево
- Конышево
- Конюшино
- Копнино
- Коробовщина
- Короваево
- Корытово
- Косковка
- Костенево
- Костешево
- Костино
- Кошелева
- Красики
- Красиково
- Красилово
- Крутец
- Крутово
- Крутой Враг
- Кудрино
- Кудрявцево
- Кудыкино
- Кузяево
- Кумошенский
- Курилово
- Кутуково

## Л
- Лавреново (Лаврениха ?)
- Лаврово
- Лакомово
- Ларионово — центр Воронцовской волости Покровского уезда.
- Латиброво
- Лачуги
- Левахи
- Левашево
- Лекцерский стеклянный завод
- Лемешнево — Селищенской волости
- Леоново — Аннинской волости
- Летово
- Ликино
- Липня
- Лисицыно
- Логинцево
- Лопырево
- Лошаки
- Лукьяново
- Лукьянцево
- Льгово
- Любимеж

## М
- Максимцево
- Мануйлово
- Марково
- Марочково
- Матренино
- Мелёжа
- Мелецкое
- Микляиха
- Милитино
- Митенино
- Митино
- Митрофаниха
- Михалевки
- Михали
- Михейцево
- Мишунино
- Мишуронский стеклянный завод
- Молодилово
- Молодино
- Мызжелово
- Мышлино
- Мячково

## Н
- Надина
- Назарово
- Напутново
- Наседкино
- Натальино
- Наумово
- Находный химический завод
- Недюрево
- Некрасовка
- Неугодово
- Никиткино
- Никифорово
- Никола что в Пустом Поле
- Николаевская
- Никольская бумагопрядильная фабрика
- Никольский
- Никольское — в настоящее время не существует
- Никулкино
- Новая
- Новая под Абакумовым
- Новинки
- Новино
- Новониколаевская
- Новосёлка
- Новоселово
- Новосергиевский Погост
- Новоспасское
- Новофроловское
- Норкино

## О
- Оpеховский
- Обросово
- Овчинино
- Олехово
- Ольхово
- Омофорово
- Омутищи новыя
- Омутищи старыя
- Орехово — бывшее село (до 1917 года), ныне часть города Орехово-Зуево.
- Орехово-Зуевская
- Осовец
- Островищи
- Офушино
- Очен

## П
- Павликово
- Павловка
- Павлово
- Пантелеево
- Панфилово
- Паньково
- Пахомова
- Пахомово
- Пекоцкий Ям
- Передел
- Перепечино
- Перепечино-Покровская
- Перники
- Перново
- Пески
- Песково
- Песьяне
- Петряево
- Петухово
- Петушки
- Пиково
- Пильна
- Плешки
- Плотавцево
- Погорельцы
- Погост
- Подболотное
- Подвязново
- Поддубки
- Поздняково
- Покров
- Покров уездный
- Покров-в-Сеньгу
- Покровка
- Покров-на-Волге
- Покровская Малая Слободка
- Поломы
- Полутино
- Поляны
- Попиново
- Потапово
- Поточино
- Починокъ
- Пустое Поле
- Пустынька

## Р
- Ратьково
- Русаново[2]

## С
- Сyшнево
- Сальково
- Санино
- Сафонково
- Свинцово
- Святково
- Селиванова Гора
- Селищи
- Семенково
- Семенково новое
- Семеновское
- Семково
- Сенег-Покров
- Сеньга-Лазарьково
- Сеньго-Озеро
- Сергиевское
- Симоново
- Ситниково
- Скородумка
- Скрябино верхнее
- Скрябино нижнее
- Слободка
- Слугино
- Смольнево
- Собино
- Соболи
- Софоново
- Спас-Железный Посох
- Спасская Новоселка
- Спиридово
- Спирино
- Становцево
- Старая
- Старково
- Старово
- Старое
- Старое Сельцо
- Старское
- Стеклянный завод
- Стенино
- Стенино новое
- Стеньки
- Степаново
- Степаньково
- Сукманиха
- Суковатово
- Сухарево
- Сычевка

## Т
- Тaратино
- Танеeвo
- Тарасово
- Телешово
- Тельвяково
- Теперки
- Терехово
- Тимино
- Тимонино
- Тощебулово
- Троица
- Трохино
- Трусово
- Трутнево
- Туйково
- Турки
- Тутольная Слободка
- Тюхтово

## У
- Ульяниха
- Усад
- Ушицыно

## Ф
- Федорково
- Федоровское
- Федотово
- Федяево
- Фетиново
- Фетиньино
- Филатово
- Филатьево
- Филимоново
- Филино
- Филипово
- Филиповское
- Финеево
- Фомино
- Фотино
- Фролищи

## Х
- Халино
- Харитоново
- Харламово (на карте Менде — «Харланово»)
- Хвостово
- Хламостово
- Хмелево
- Храпки

## Ц
- Цепнино
- Цепелево

## Ч
- Чаща
- Черкасово
- Черново
- Чуприяново

## Ш
- Шевалово
- Шиботово
- Шилово
- Шишкино
- Шустино
- Шустово

## Щ
- Щетиново

## Ю
- Юрцево
- Ючмер

## Я
- Язвищи
- Яковлево
- Ям